# Alexăndreni, Cetatea Albă
Alexăndreni (în ucraineană Олександрівка, transliterat: Oleksandrivka) este un sat în comuna Păuleni din raionul Cetatea Albă, regiunea Odesa, Ucraina.

## Demografie
Componența lingvistică a comunei Alexăndreni
     Ucraineană (84,3%)
     Rusă (11,29%)
     Română (3,6%)
     Alte limbi (0,22%)
Conform recensământului din 2001, majoritatea populației comunei Alexăndreni era vorbitoare de ucraineană (84,3%), existând în minoritate și vorbitori de rusă (11,29%) și română (3,6%).